# Carola Insolera
Carola Insolera es una modelo sorda nacida en Noruega firmada con Women Management Milano.

## Primeros años
Insolera nació sorda y proviene de una familia sorda. Desde temprana edad, fue una artista muy activa en la comunidad de la lengua de señas, ha trabajado en televisión como presentadora y, sucesivamente, participó en varios programas y programas como actriz, así como en el circo. Como payaso, trapecista y contorsionista.  "Hasta la edad de ocho años, la modelo noruega Carola Insolera creía que la Tierra estaba poblada por personas sordas.  "Padres, hermanos, parientes y amigos: a su alrededor se comunicaron en lenguaje de señas, estimulando en esa niña alegre la gran capacidad de comunicación visual que con el paso de los años se convertirá en su" superpoder "en el mundo de la audición".

## Carrera de modelo
En 2011, se le pidió que diera un espectáculo en la Semana de la Moda de Copenhague.  Desde entonces, Insolera ha trabajado exclusivamente en la industria de la moda, ya sea en pasarelas y sesiones de fotos para numerosas marcas.  En Corriere della Sera , Insolera argumenta que su forma de ser le ha sido beneficiosa porque hace uso de la comunicación visual en su vida diaria "La sordera es una oportunidad, un activo, diría yo.  Me permite reforzar mi vista y mi comunicación visual.  Siempre lo he usado como un elemento de fuerza, una especie de ventaja".

### Pasarelas
Insolera ha comentado que su sordera no ha sido un obstáculo para poder escuchar música de acompañamiento mientras hace pasarelas, ya que se basa en sentir vibraciones a través de la pista .  En una entrevista con Vanity Fair, ella dice: "Alguien me ha preguntado cómo iba a hacer pasarelas cuando no puedo escuchar la música: en realidad, puedo percibir las vibraciones de sonido a través del cuerpo, no solo con los oídos.  Una persona sorda puede bailar, ¿por qué no? Y luego, de todos modos, en las pasarelas, todo lo que necesitas hacer es simplemente caminar..."

### Sesiones de fotos
Carola no utiliza intérpretes durante la sesión de fotos.  En su lugar, prefiere trabajar directamente con profesionales y comunicarse visualmente "Me obliga a buscar en las personas una conexión visual y emocional, a diferencia de otros modelos.  Tengo que ponerme en contacto con el fotógrafo y entender lo que él / ella quiere de mí sin la ayuda de palabras, pero solo a través de sus expresiones faciales y mi energía ".
Durante su última campaña como testimonio de Bagutta en 2017, la fotógrafa italiana de moda Stefano Guindani declaró que fue una experiencia extraordinaria para él trabajar con Carola: su sensibilidad, su capacidad para expresarse con el cuerpo y moverse frente a la cámara es única. , como única es su historia personal.  El hecho de que solo pueda usar el cuerpo para expresarse lo hace único y perfecto para este trabajo, además de ser un ejemplo para todos ".
En noviembre de 2018, Insolera apareció en el cartel principal de la exposición fotográfica del 20 aniversario de Leslie Kee "WE ARE LOVE" en Tokio y en enero de 2019, apareció en trece páginas completas sobre la historia de la moda en Vanity Fair Italia número 5 tomadas por Rosi Di Stefano

## Carrera de actuación
Carola Insolera protagoniza la película Emilio Insolera Sign Gene: los primeros superhéroes sordos la primera película de superhéroes sobre mutantes sordos que tienen poderes sobrehumanos mediante el uso del lenguaje de señas.  Insolera interpreta a Kate Massieu, la descendiente de Jean Massieu y la protagonista de la novia de Tom Clerc. La película fue estrenada en cines por los cines UCI el 14 de septiembre de 2017.

## Vida personal
Insolera está en relación con Emilio Insolera, a quien conoció mientras estaba en Tokio .